# Wantan (sockenhuvudort i Kina, Hubei Sheng, lat 30,58, long 113,68)
Wantan (kinesiska: 湾潭, 湾潭乡) är en sockenhuvudort i Kina. Den ligger i provinsen Hubei, i den centrala delen av landet, omkring 58 kilometer väster om provinshuvudstaden Wuhan. Antalet invånare är 19 534. Befolkningen består av 9 362 kvinnor och 10 172 män. Barn under 15 år utgör 15,0 %, vuxna 15-64 år 71 %, och äldre över 65 år 12,0 %.
Runt Wantan är det tätbefolkat, med 947 invånare per kvadratkilometer. Närmaste större samhälle är Fenshui, 2,8 km väster om Wantan. Trakten runt Wantan består till största delen av jordbruksmark.
Genomsnittlig årsnederbörd är 1 441 millimeter. Den regnigaste månaden är juli, med i genomsnitt 203 mm nederbörd, och den torraste är december, med 19 mm nederbörd.